# Basketball-Europameisterschaft der Damen 1974
Die Basketball-Europameisterschaft der Damen 1974 (offiziell: EuroBasket Women 1974) war die 14. Austragung des Wettbewerbs. Das Turnier fand vom 23. August bis zum 3. September 1974 in Italien statt. Die Partien wurden in den drei Städten Cagliari, Nuoro und Sassari auf Sardinien ausgetragen.

## Erste Gruppenphase
In der ersten Gruppenphase spielten jeweils vier Mannschaften in drei Gruppen gegeneinander. Der Sieger eines Spiels erhielt zwei Punkte, der Verlierer einen Punkt. Stand ein Spiel am Ende der regulären Spielzeit unentschieden, so erfolgte eine Verlängerung.

### Gruppe A
| Platz | Team           | Sp. | S | N | Korbpunkte | Diff. | Punkte |
| ----- | -------------- | --- | - | - | ---------- | ----- | ------ |
| 1.    | Sowjetunion    | 3   | 3 | 0 | 277:164    | +113  | 6      |
| 2.    | Ungarn         | 3   | 2 | 1 | 179:173    | +6    | 5      |
| 3.    | Jugoslawien    | 3   | 1 | 2 | 185:210    | −25   | 4      |
| 4.    | BR Deutschland | 3   | 0 | 3 | 137:231    | −94   | 3      |

### Gruppe B
| Platz | Team      | Sp. | S | N | Korbpunkte | Diff. | Punkte |
| ----- | --------- | --- | - | - | ---------- | ----- | ------ |
| 1.    | Bulgarien | 3   | 3 | 0 | 239:205    | +34   | 6      |
| 2.    | Rumänien  | 3   | 2 | 1 | 213:214    | −1    | 5      |
| 3.    | Polen     | 3   | 1 | 2 | 216:194    | +22   | 4      |
| 4.    | Spanien   | 3   | 0 | 3 | 189:244    | −55   | 3      |

### Gruppe C
| Platz | Team             | Sp. | S | N | Korbpunkte | Diff. | Punkte |
| ----- | ---------------- | --- | - | - | ---------- | ----- | ------ |
| 1.    | Tschechoslowakei | 3   | 3 | 0 | 220:124    | +96   | 6      |
| 2.    | Frankreich       | 3   | 2 | 1 | 191:150    | +41   | 5      |
| 3.    | Niederlande      | 3   | 1 | 2 | 160:163    | −3    | 4      |
| 4.    | Dänemark         | 3   | 0 | 3 | 121:255    | −134  | 3      |

## Zweite Gruppenphase

### Modus
Die beiden ersten Mannschaften jeder Gruppe aus der ersten Gruppenphase qualifizierten sich für die Meisterschaftsgruppe. Als siebte Mannschaft war zusätzlich Gastgeber Italien automatisch für die Meisterschaftsgruppe qualifiziert. Die beiden letzten Mannschaften jeder Gruppe aus der ersten Gruppenphase kamen in die Platzierungsgruppe. 
Anmerkung: In beiden Gruppen der zweiten Gruppenphase spielte jede Mannschaft einmal gegen jede andere  aus dieser Gruppe (Rundenturnier). Mannschaften, die bereits in der ersten Gruppenphase aufeinander getroffen waren, nahmen das Ergebnis dieses Spiels aus der ersten Gruppenphase mit in die zweite Gruppenphase.

### Meisterschaftsgruppe
| Platz  | Team             | Sp. | S | N | Korbpunkte | Diff. | Punkte |
| ------ | ---------------- | --- | - | - | ---------- | ----- | ------ |
| Gold   | Sowjetunion      | 6   | 6 | 0 | 543:302    | +241  | 12     |
| Silber | Tschechoslowakei | 6   | 5 | 1 | 388:383    | +5    | 11     |
| Bronze | Italien          | 6   | 3 | 3 | 270:320    | −50   | 9      |
| 4.     | Ungarn           | 6   | 3 | 3 | 339:343    | −4    | 9      |
| 5.     | Bulgarien        | 6   | 2 | 4 | 392:419    | −27   | 8      |
| 6.     | Rumänien         | 6   | 1 | 5 | 343:444    | −101  | 7      |
| 7.     | Frankreich       | 6   | 1 | 5 | 311:375    | −64   | 7      |

### Platzierungsgruppe
| Platz | Team           | Sp. | S | N | Korbpunkte | Diff. | Punkte |
| ----- | -------------- | --- | - | - | ---------- | ----- | ------ |
| 8.    | Jugoslawien    | 5   | 5 | 0 | 360:276    | +84   | 10     |
| 9.    | Polen          | 5   | 4 | 1 | 399:225    | +174  | 9      |
| 10.   | BR Deutschland | 5   | 3 | 2 | 262:302    | −40   | 8      |
| 11.   | Niederlande    | 5   | 2 | 3 | 275:297    | −22   | 7      |
| 12.   | Spanien        | 5   | 1 | 4 | 286:316    | −30   | 6      |
| 13.   | Dänemark       | 5   | 0 | 5 | 213:379    | −166  | 5      |